# Péssah
El Péssah, també conegut com a Pasqua jueva, (en hebreu: פסח, /ˈpesaħ/ 'passar per alt', en ídix: פסח) és la principal celebració de les tres festivitats jueves, on es celebra la narració bíblica dels israelites escapant de l'esclavitud d'Egipte. La Péssah comença el 15è dia del mes hebreu de Nisan que es considera el primer mes de l'any hebreu. El calendari hebreu s'ajusta per alinear-se amb el calendari solar, de tal manera que el 15 de Nisan sempre coincideix amb diumenge, dimarts, dijous, o dissabte. Els dia comença i acaba al capvespre, de manera que la festa comença el capvespre del dia abans. Per exemple, el 2023, 15 Nisan coincideix amb el dijous 6 d'abril. Per tant, la Péssah comença al capvespre del dimecres 5 d'abril. La paraula Péssah o Pasqua també pot referir-se al Korban Pesach, l'anyell pasqual que s'oferia quan hi havia el Temple en Jerusalem; al Séder de Pessa'h, l'àpat ritual de la nit de Pasqua; o la Festa dels Àzims. És una de les tres festivitats jueves marcades a la Bíblia, que se celebra durant els 7 dies posteriors al 15 de Nissan pels jueus que viuen a Israel, i durant 8 dies pels jueus que viuen a la diàspora. En la Bíblia, la festa de set dies es coneix com el Chag HaMatzot, la festa dels Àzims (matsà).
Segons el Llibre de l'Èxode, Déu (Jahvè) va ordenar a Moisès que digués als israelites que marquessin la sang d'un anyell a sobre de les seves portes perquè l'àngel de la mort passés per sobre d'ells (és a dir, que no fossin tocats per la desena plaga, la de la mort dels primogènits). Després de la mort del primogènit, el faraó va ordenar als israelites que marxessin, agafant el que volguessin, i va demanar a Moisès que el beneís en nom del Senyor. El passatge continua afirmant que el sacrifici de la Pasqua recorda l'època en què Déu "va passar per sobre de les cases dels israelites a Egipte". Aquesta història s'explica a l'àpat de la Pasqua durant les dues primeres nits de Pasqua llegint la Hagadà, un relat ritual estandarditzat de la història de l'Èxode, en compliment de l'ordre "I diràs [Higgadata] al teu fill aquell dia: És a causa del que el Senyor va fer per mi quan vaig sortir d'Egipte".
L'ofrena de la garba era una ofrena dels sacerdots a Jerusalem el segon dia de la festa. Va assenyalar l'inici del recompte de 49 dies de l'Omer, que encara es practica, durant set setmanes fins al 50è dia, que és la festa de Xavuot.
Actualment, a més de la prohibició bíblica de posseir aliments llevats durant la festa, el Séder de Péssah, en el qual es llegeix en veu alta la Haggadah, és un dels rituals més observats en el judaisme.

## Orígens i teories
El ritual de la Pasqua és "una mitzvà ordenada per la Torà (en lloc d'origen rabínic)".

### Ritual apotropaic
Els estudiosos moderns creuen que el ritual de la Pasqua té els seus orígens en un ritu apotropaïc, no relacionat amb l'Èxode, per assegurar la protecció d'una casa familiar, un ritu realitzat íntegrament dins d'un clan. L'hisop es va emprar per embrutar la sang d'una ovella sacrificada a les llindes i els pals de les portes per assegurar-se que les forces demoníaques no poguessin entrar a casa.

### Collita d'ordi
Una altra hipòtesi sosté que un cop promulgat el Codi sacerdotal, la narració de l'Èxode va tenir una funció central, ja que el ritu apotropaic es va amalgamar, sens dubte, amb la festa agrícola cananea de la primavera, que era una cerimònia de pa sense llevat, relacionada amb la collita de l'ordi. A mesura que creixia el significat de l'Èxode, la funció i el simbolisme originals d'aquests dobles orígens es van anar perdent. Diversos motius reprodueixen les característiques associades a la festa de primavera Akitu mesopotàmica, que celebra la sembra de l'ordi. Els estudiosos John Van Seters, JBSegal i Tamara Prosic no estan d'acord amb la hipòtesi de dos festivals fusionats.

## Narració bíblica

### Al Llibre de l'Èxode
En el Llibre de l'Èxode, els israelites són esclavitzats a l'antic Egipte. Jahvè, el Déu dels israelites, s'apareix a Moisès en un arbust ardent i ordena a Moisès que s'enfronti al faraó. Per mostrar el seu poder, Jahvè infligeix una sèrie de 10 plagues als egipcis, que culminen amb la desena, la mort del primogènit.
| «                       | Moisès va dir al faraó: --Això diu el Senyor: "Cap a mitjanit passaré pel mig d'Egipte 5 i moriran tots els seus primogènits, des del primogènit del faraó regnant fins al de l'esclava que treballa amb la mola, i també les primeres cries de tots els animals. 6 En tot el país d'Egipte s'aixecarà un clam tan gran com no se n'hi ha sentit mai cap ni se n'hi sentirà mai cap més. | » |
| — Èxode 11:4–6, Biblija | |   |

Abans d'aquesta plaga final, Jahvè ordena a Moisès que digui als israelites que marquin la sang d'un anyell a sobre de les seves portes per tal que Jahvè els passi per sobre (és a dir, que no els toqui la mort del primogènit).
Les normes bíbliques per a l'observança de la festa exigeixen que tot el llevat s'elimini abans del començament del 15 de Nisan. Un anyell o cabra sense taques, conegut com el Korban Pesach o "Anyell Pasqual", s'ha de preparar el 10 de Nisan, i ser sacrificat al capvespre quan acaba el 14 de Nisan en preparació per al 15 de Nisan, quan es menjarà després. sent rostit. El significat literal de l'hebreu és "entre els dos vespres". Llavors s'ha de menjar "aquella nit", 15è Nisan, rostit, sense l'extirpació dels seus òrgans interns amb pa sense llevat, conegut com matsà, i herbes amargues conegudes com maror. Res del sacrifici en què surt el sol el matí del 15 de Nisan no es pot menjar, sinó que s'ha de cremar.
Les regulacions bíbliques relatives a la Pasqua original, només en el moment de l'Èxode, també inclouen com s'havia de menjar el menjar: "Per a menjar-lo, tingueu el cos cenyit, les sandàlies posades i el bastó a la mà. Us l'heu de menjar a corre-cuita. És la Pasqua del Senyor".
Els requisits bíblics de matar l'anyell pasqual a les cases individuals dels hebreus i untar la sang de l'anyell a les seves portes es van celebrar a Egipte. Tanmateix, un cop Israel estava al desert i el tabernacle estava en funcionament, es va fer un canvi en aquests dos requisits originals. Els xais pasquals havien de ser sacrificats a la porta del tabernacle i ja no a les cases dels jueus. Per tant, ja no es podia untar de sang a les portes.

### Altres passatges bíblics
Anomenada la "festa [del] matsà " (en hebreu: חג המצות ḥag ha-matzôth ) a la Bíblia hebrea, el manament de celebrar la Pasqua està registrat al Llibre del Levític:
| «                         | »El capvespre del dia catorze del primer mes celebrareu la Pasqua en honor del Senyor. 6 El dia quinze del mateix mes començarà la festa dels Àzims en honor del Senyor. Durant set dies heu de menjar el pa sense llevat. 7 El primer dia és per a vosaltres un dia d'aplec sagrat: no heu de fer cap mena de treball. 8 Cremareu ofrenes en honor del Senyor cada dia de la setmana. El setè dia torna a ser un dia d'aplec sagrat: no heu de fer cap mena de treball. | » |
| — Levitic 23:5–8, Biblija | |   |

Els sacrificis només es poden fer en un lloc específic prescrit per Déu. Per al judaisme, aquest és Jerusalem.
Els manaments bíblics relatius a la Pasqua (i a la festa dels Àzims) subratllen la seva importància:
- Èxode 12:14 mana, en referència a la desena plaga: "Tingueu aquest dia com un memorial i celebreu-lo amb una festa de pelegrinatge en honor del Senyor. És una institució perpètua. Totes les generacions l'han de celebrar."[23]
- Èxode 13:3 repeteix el manament a recordar: "Moisès va dir al poble: --Recordeu-vos d'aquest dia que sortiu d'Egipte, la terra on éreu esclaus; el Senyor us en fa sortir amb mà forta. Aquest dia no heu de menjar pa fermentat."[24]
- Deuteronomi 16:12: "En el lloc que el Senyor haurà escollit perquè porti el seu nom, sacrifica-hi la víctima pasqual en honor del Senyor, el teu Déu: un animal pres del bestiar gros o menut".[25]

A 2 Reis 23:21–23 i 2 Cròniques 35:1–19, el rei Josies de Judà restaura la celebració de la Pasqua, a un estàndard que no s'havia vist des dels dies dels jutges o dels dies del profeta Samuel.
Esdres 6:19–21 narrala celebració de la Pasqua pels jueus que havien tornat de l'exili a Babilònia, després que el temple hagués estat reconstruït.